# Trinità adorata dalla famiglia Gonzaga
La Trinità adorata dalla famiglia Gonzaga (o anche La famiglia Gonzaga in adorazione della Trinità) è un dipinto di Peter Paul Rubens, realizzato dal maestro fiammingo durante il periodo in cui operò come pittore di corte del duca di Mantova Vincenzo Gonzaga. 

## Storia

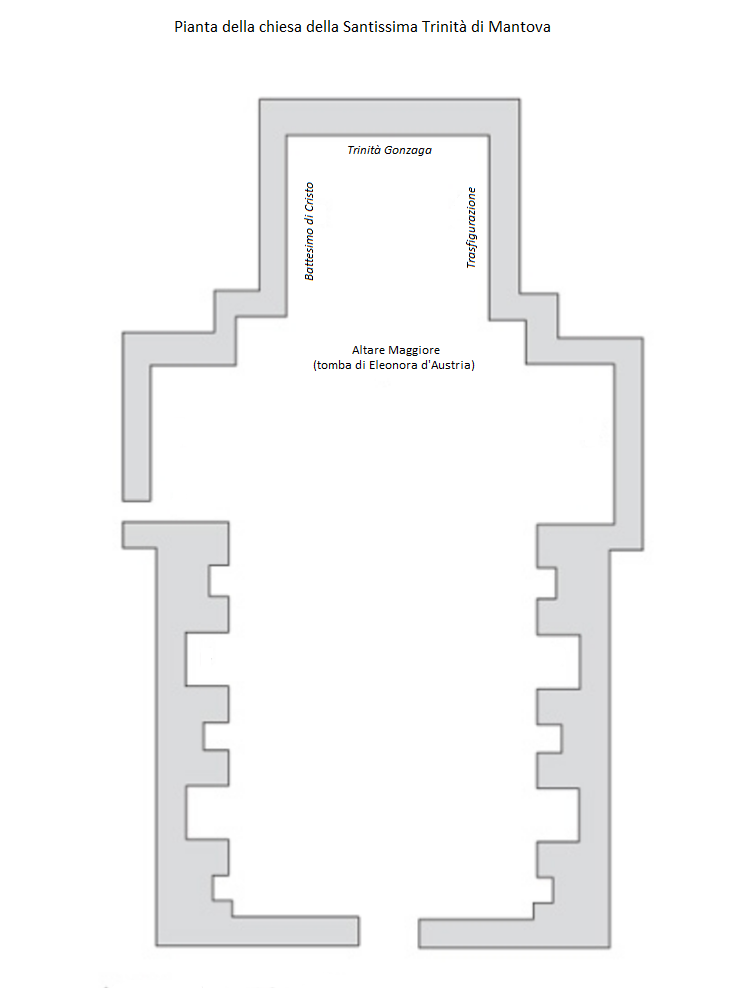
Collocazione del ciclo di Rubens nella chiesa della Santissima Trinità di Mantova

Il dipinto fu commissionato dal duca Vincenzo Gonzaga quale opera centrale di un più ampio ciclo, composto da altre due grandi tele, da situare nella cappella maggiore della chiesa della Santissima Trinità di Mantova. Gli altri due quadri, collocati sulle pareti laterali della cappella raffigurano il Battesimo di Cristo e la Trasfigurazione. 
L'opera fu eseguita tra il 1604 e il 1605 ed inaugurata in occasione della festa della Trinità di quest'ultimo anno. 
La chiesa della Santissima Trinità era stata edificata per accogliere a Mantova la Compagnia di Gesù. L'insediamento dei gesuiti nel ducato gonzaghesco era stato favorito innanzitutto dai buoni uffici del cardinale Ercole Gonzaga, ma il loro maggior sostenitore in tal senso fu Eleonora d'Austria, moglie del duca Guglielmo Gonzaga. La duchessa consorte infatti fu devotissima alla Compagnia (il suo confessore personale era un gesuita) e fu la principale promotrice della costruzione della chiesa mantovana della Trinità, cui per l'appunto era destinato il ciclo rubensiano. 
La stessa chiesa fu scelta da Eleonora d'Austria come sede della sua sepoltura: le sue spoglie vennero infatti collocate sotto l'altar maggiore di questo luogo di culto, proprio di fronte alla cappella presbiteriale adornata dai dipinti di Rubens. 
L'intero ciclo rubensiano, coerentemente alla dedicazione della chiesa che lo ospitava, allude alla Trinità divina, che è chiaramente il tema della tela principale ma che è richiamata anche negli episodi delle tele laterali. Sia durante il Battesimo che nella Trasfigurazione hanno infatti luogo delle teofanie in cui è resa manifesta la natura (anche) divina di Cristo quale Figlio di Dio, cioè una delle persone della Trinità. Il programma iconografico della cappella mantovana trova peraltro una precisa corrispondenza in quello della cappella della Trinità della chiesa del Gesù di Roma - la più importante delle chiese gesuite - ove parimenti la pala centrale raffigurante l'adorazione della Trinità (in questo caso da parte di santi) e affiancata da affreschi con il Battesimo e la Trasfigurazione. 
I tre dipinti di Rubens rimasero nella loro sede originaria sino all'occupazione napoleonica di Mantova (1797). Nel periodo delle spoliazioni napoleoniche, la chiesa della Santissima Trinità venne sconsacrata e i quadri del pittore fiammingo furono rimossi. Le tele laterali vennero inviate oltralpe (e si trovano oggi, il Battesimo ad Anversa e la Trasfigurazione a Nancy). 
La tela centrale ebbe invece sfortunatissima sorte. Essa fu infatti tagliata in varie sezioni: le parti laterali in cui (come meglio si dirà nel seguito) comparivano i figli di Vincenzo Gonzaga ed Eleonora de' Medici (più alcune guardie di corte) furono ulteriormente suddivise in varie frammenti (essenzialmente per isolare i volti dei soggetti ritratti) che in parte sono andati perduti. La parte centrale della composizione fu a sua volta tagliata in due orizzontalmente. Queste due parti della raffigurazione vennero poi, per quanto possibile, ricomposte e si trovano oggi nel Palazzo Ducale di Mantova (ove si conservano anche alcuni frammenti delle parti laterali del quadro che non è stato possibile reintegrare in quel che resta del dipinto). 

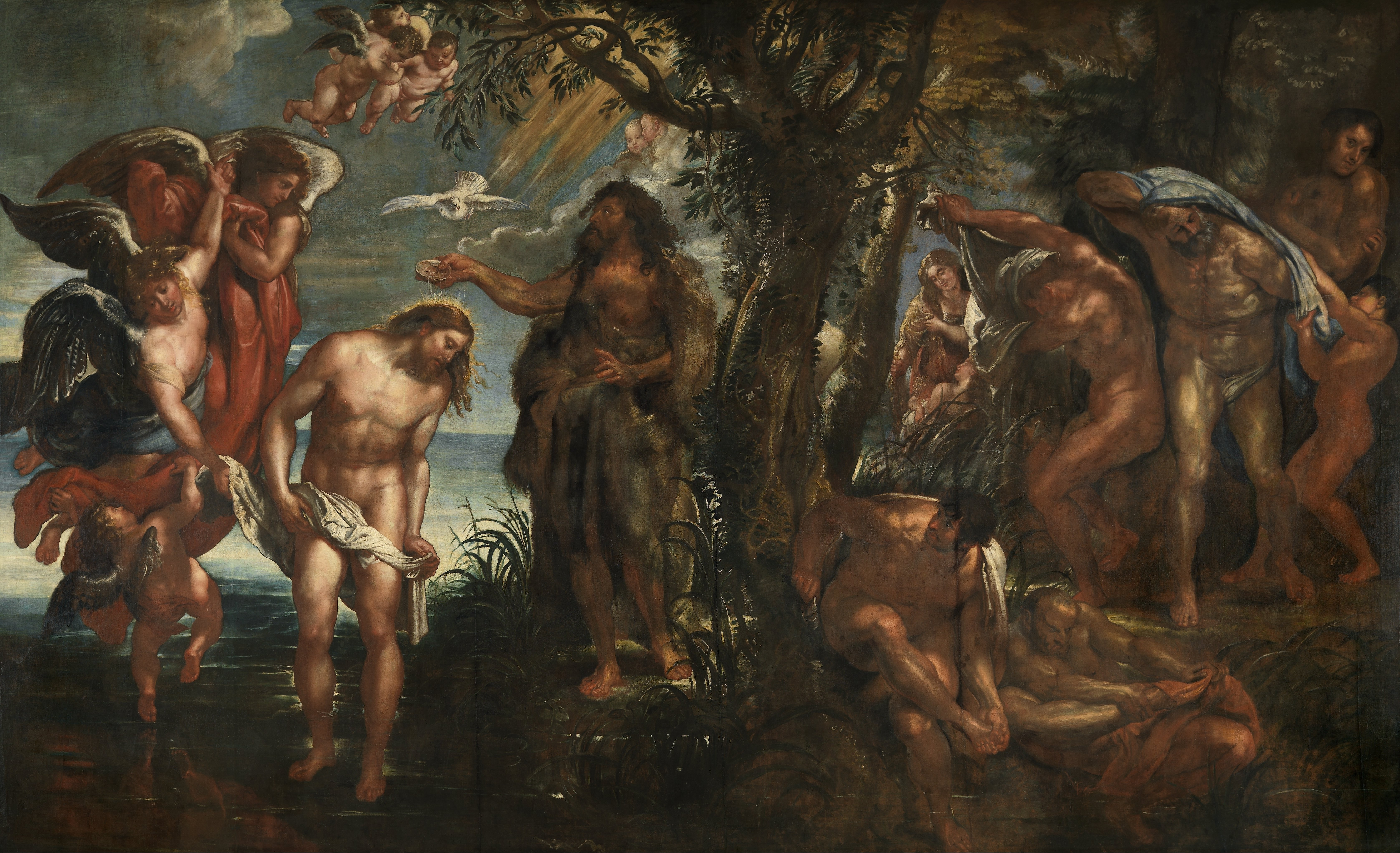
Rubens, Battesimo di Cristo, 1604-1605, Anversa, Museo reali di belle arti
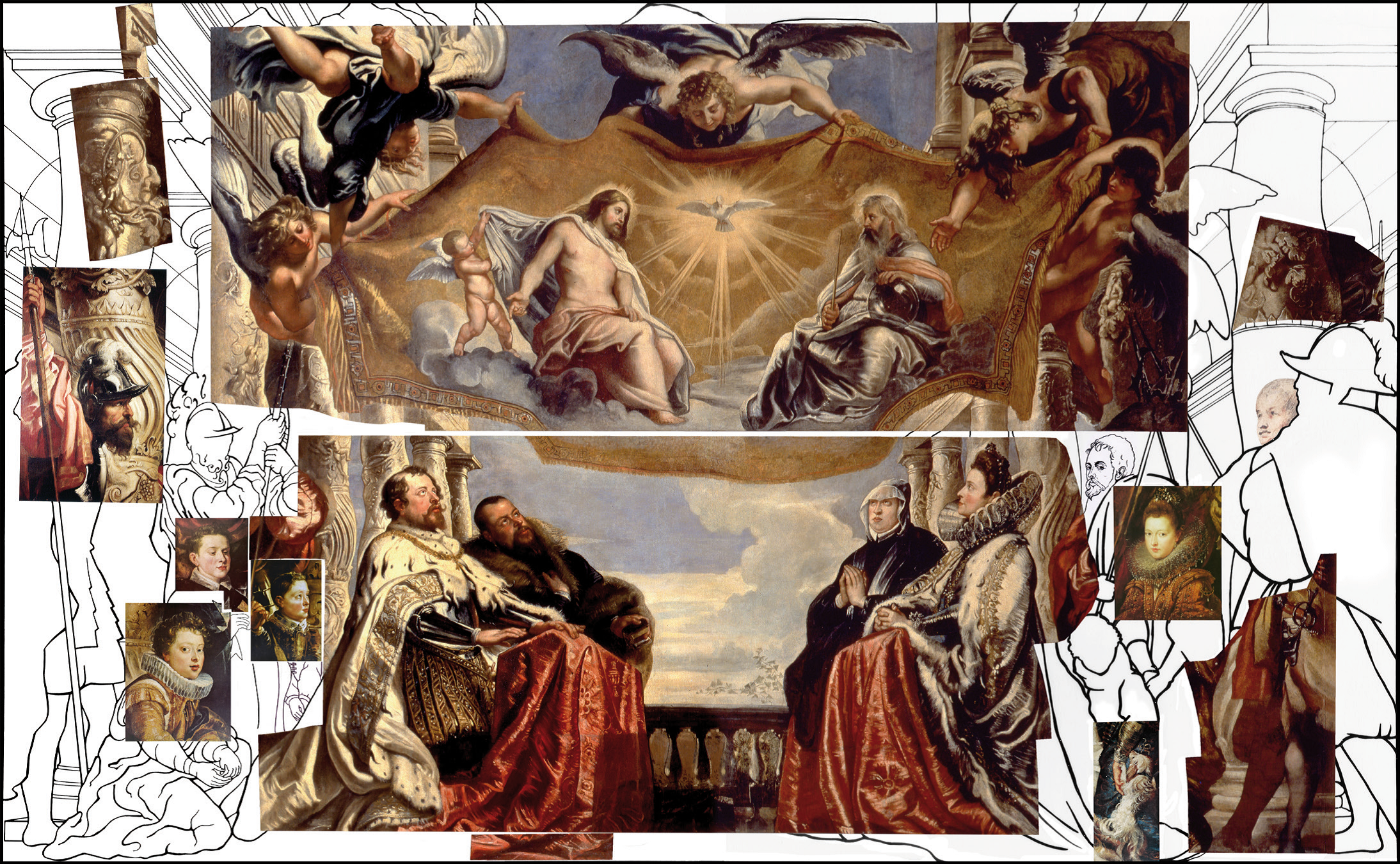
La Trinità Gonzaga quale essa poteva apparire prima di essere deturpata (ricostruzione di Ugo Bazzotti)
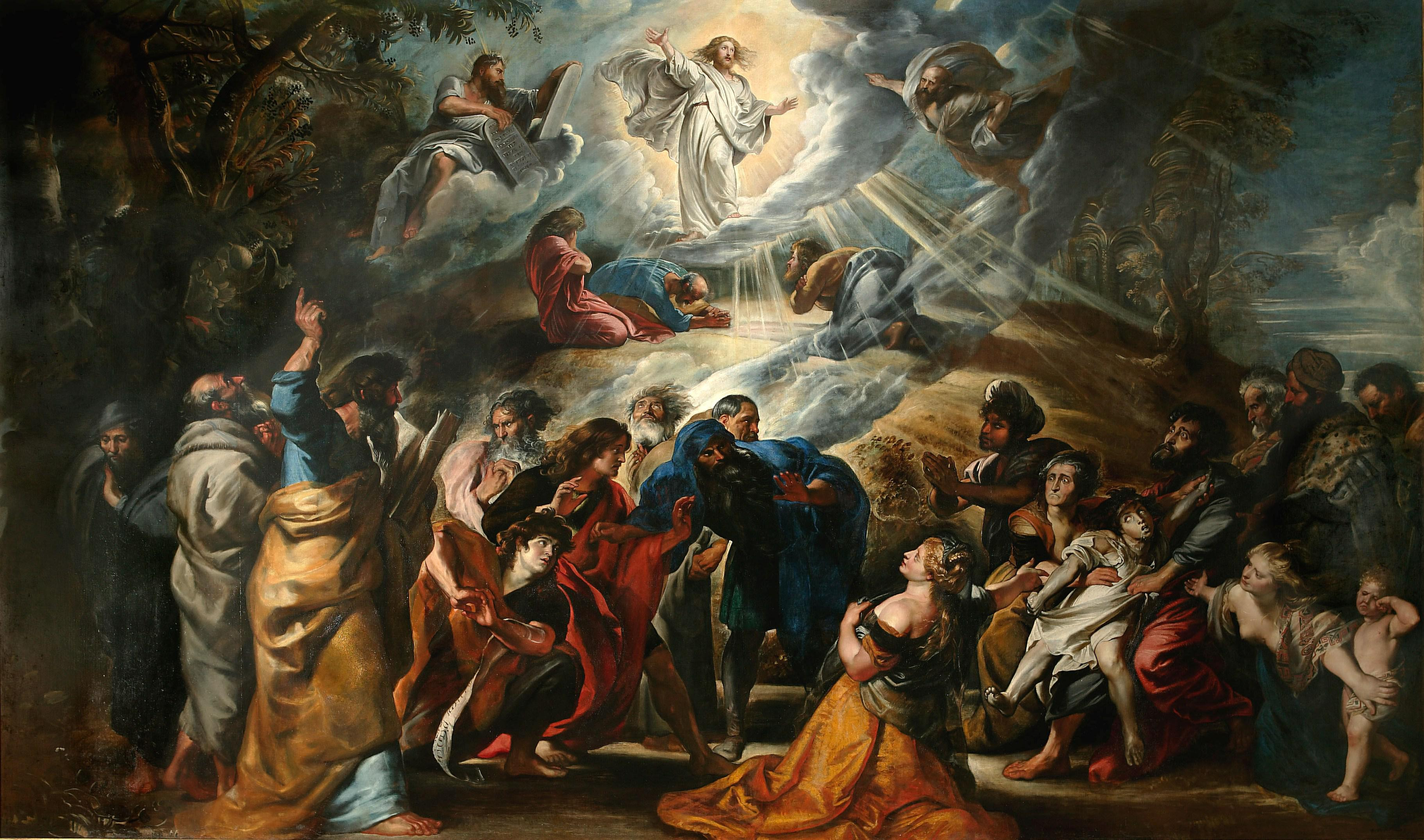
Rubens, Trasfigurazione, 1604-1605, Nancy, Musée des beaux-arts

## Descrizione e stile
La scena è ambientata en plein air su un loggiato definito, sui lati, da due file di colonne tortili riccamente istoriate e da una balaustra di prospetto. Al centro del loggiato vi sono a sinistra Vincenzo Gonzaga e dietro di lui suo padre Guglielmo Gonzaga; a destra, in primo piano, c'è la moglie di Vincenzo Eleonora de' Medici e dietro costei la madre dello stesso duca regnante Eleonora d'Austria. Tanto Guglielmo Gonzaga che sua moglie Eleonora d'Asburgo erano già morti al momento di esecuzione del dipinto. 
Come è possibile cogliere dall'ipotesi ricostruttiva della composizione, sui lati erano raffigurati (quasi sotto il colonnato) i figli della coppia ducale: a sinistra i maschi e a destra le femmine. A sinistra quindi vi erano i ritratti di Francesco Gonzaga, di Ferdinando Gonzaga e di Vincenzo II Gonzaga, mentre a destra erano raffigurate Margherita ed Eleonora Gonzaga. Sempre sui lati del quadro erano effigiati anche alcuni alabardieri - delle guardie svizzere - nel viso di uno dei quali Rubens aveva raffigurato un proprio autoritratto. 
Come rilevato, le sezioni laterali furono asportate e fatte a pezzi essenzialmente allo scopo di ricavare dai ritratti dei figli dei duchi Gonzaga degli autonomi quadretti. Questi ritrattini sono stati tutti individuati (si trovano in varie sedi differenti) ad eccezione di quello di Eleonora Gonzaga. L'unico frammento del quadro riferibile alla futura imperatrice è quello del cagnetto che (come testimoniano alcune antiche descrizioni del quadro) la bambina stava accarezzando. Tra gli altri frammenti identificati vi è anche uno degli alabardieri di guardia (non si tratta dell’autoritratto di Rubens). 

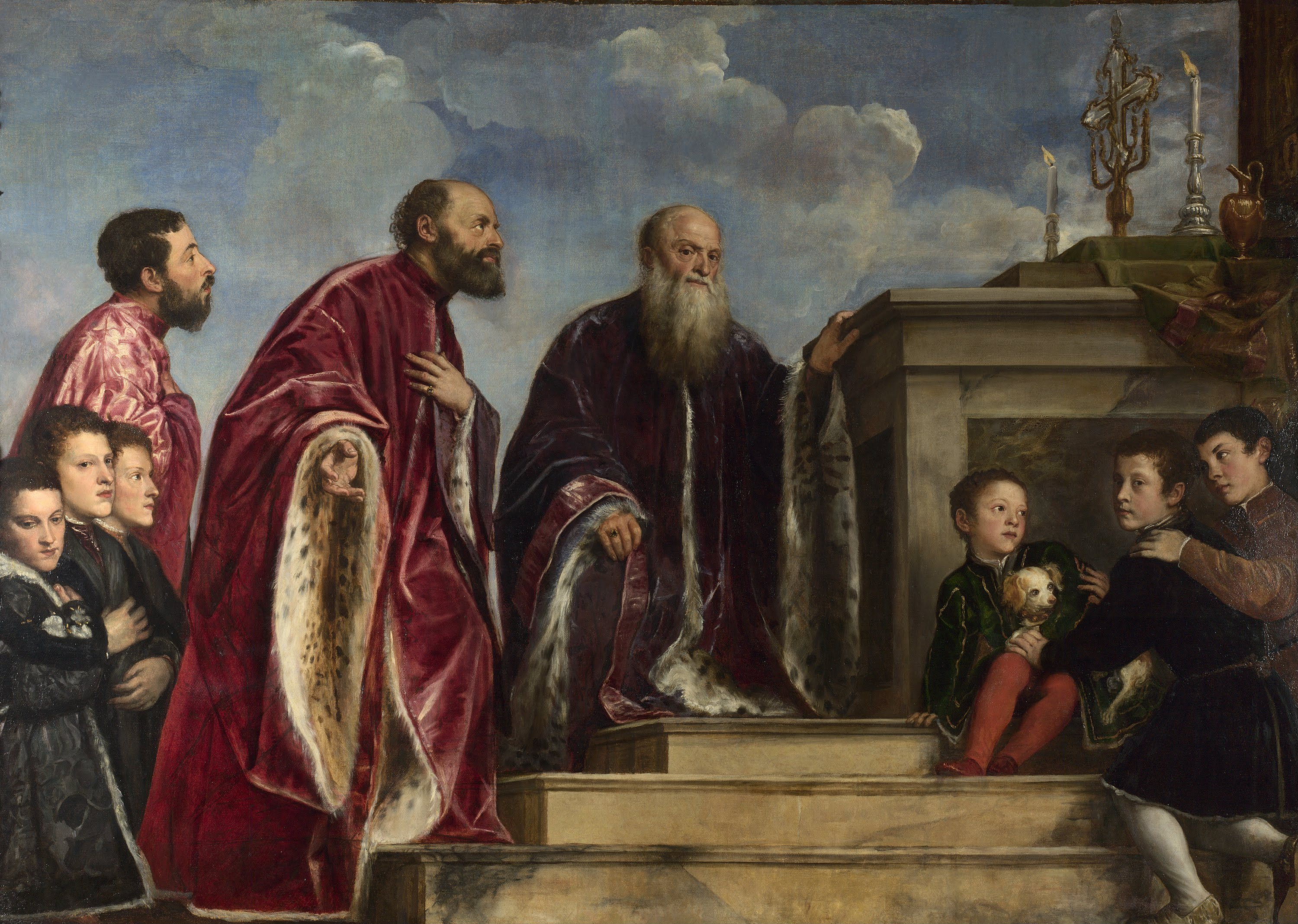
Tiziano, La famiglia Vendramin in adorazione delle reliquie della Vera Croce, 1540-1545, Londra, National Gallery

L'intero gruppo familiare è inginocchiato in preghiera mentre nel registro alto vi è l'apparizione ultraterrena. Sul piano compositivo è stata colta una forte assonanza della famiglia ducale con i gruppi scultorei di Leone e Pompeo Leoni raffiguranti i gruppi familiari di Carlo V e di Filippo II di Spagna situati all'interno dell’Escorial. Gruppi che con ogni probabilità Rubens aveva avuto modo di osservare durante il viaggio diplomatico in Spagna compiuto nel 1603 per conto di Vincenzo Gonzaga. 
La scelta di questo modello verosimilmente non è casuale ma è un esplicito omaggio alla corona spagnola teso a ribadire la fedeltà dei Gonzaga alla monarchia asburgica. Anche gli abiti di foggia spagnola indossati dalla famiglia ducale, il collare del Toson d'oro portato dal duca Vincenzo - cioè la più importante onorificenza conferita dagli Asburgo in quanto eredi dei duchi di Borgogna - e la presenza della guardie svizzere sono ulteriori riferimenti alla netta scelta di campo filo-asburgica dei Gonzaga. 
Sul piano stilistico invece Rubens si rifà ad esempi della grande tradizione cinquecentesca veneziana: poco prima di mettere mano al ciclo per la chiesa dei gesuiti infatti il pittore fiammingo aveva compiuto un soggiorno di studio a Venezia. La sua composizione richiama in particolare i tanti ritratti di gruppo di famiglie aristocratiche veneziane in preghiera di cui un buon esempio è dato da quello della famiglia Vendramin di Tiziano. Nel dipinto di Rubens si colgono inoltre influenze del Veronese e del Tintoretto. Le gamme cromatiche, gli effetti di luce, l'ambientazione all'aperto e i tipi fisionomici rimandano a questi illustri precedenti. 

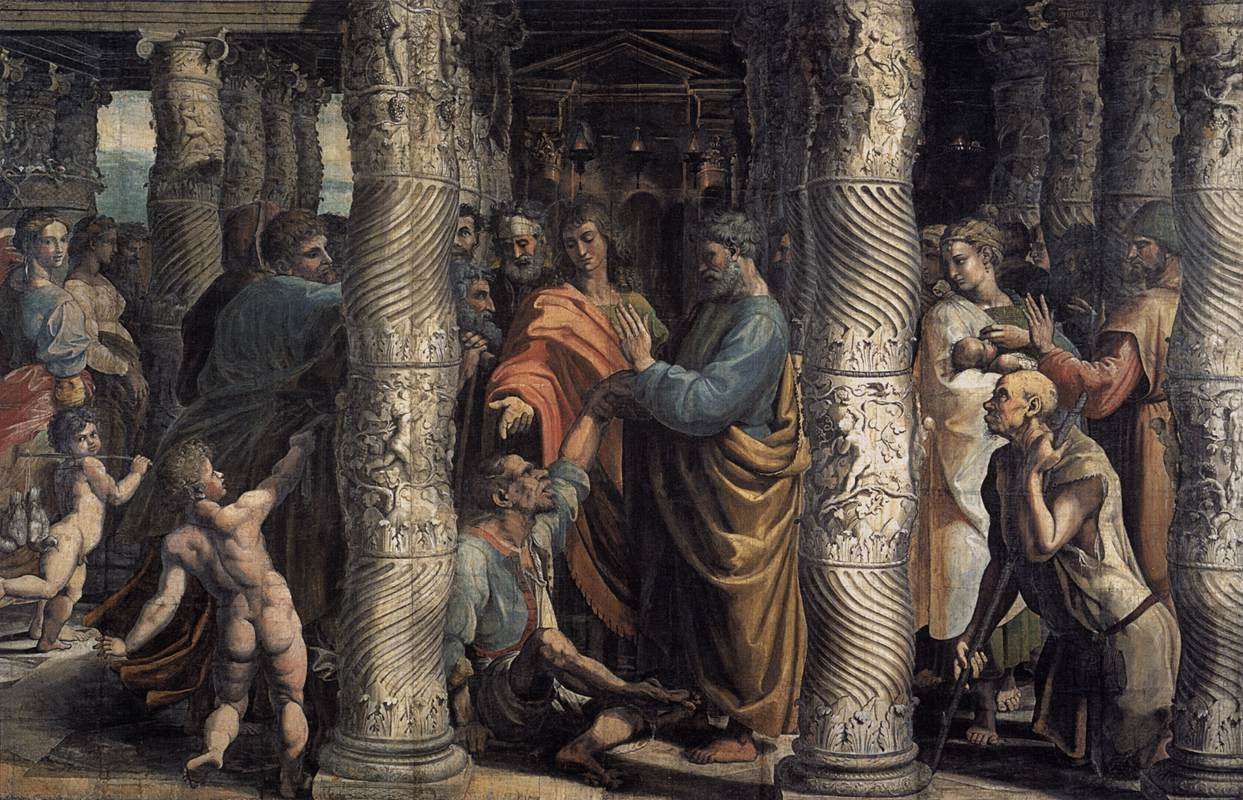
Raffaello, Guarigione dello storpio, 1515-1516, Londra, Victoria and Albert Museum

Non manca tuttavia un riferimento alla grande pittura romana: anche Roma infatti fu un'altra delle fondamentali tappe dei soggiorni formativi italiani del giovane Rubens. Le colonne tortili del loggiato sono invero chiaramente esemplate su quelle del cartone raffaellesco raffigurante la Guarigione dello storpio, tipo di colonna che a sua volta rimanda a quelle leggendarie del tempio di Salomone che secondo un'antica credenza erano state portate a Roma e qui poi utilizzate nell'edificazione della basilica di San Pietro.
Forse la riproduzione nel quadro mantovano di questa tipologia di colonne ha un significato allegorico alludendo all'avvento di Cristo quale perfezionamento ed inveramento dell'Antico Testamento (per l'appunto simboleggiato dalle colonne salomoniche). 
Nel registro alto della tela un gruppo angelico srotola un arazzo dal fondo d'oro su cui si staglia la raffigurazione della Santa Trinità. Anche questa singolare scelta compositiva ha sua precisa ragion d'essere: è una mediazione con i severi dettami tridentini in tema di pittura religiosa, alla luce dei quali una diretta apparizione divina a dei laici (peraltro quasi tutti viventi) sarebbe apparsa poco opportuna. Cionondimeno il Cristo dell'arazzo indica al Padre con un gesto della mano il duca Vincenzo che ha chiaramente un moto di reazione di fronte a tale accadimento: si disvela così l'intento auto-celebrativo del committente dell'opera che afferma la legittimazione divina del suo ruolo di sovrano. 
Un altro dettaglio iconografico è degno di attenzione: appena oltre la balaustra si vede un ramo d'edera che va quasi a toccare Eleonora d'Austria. Si tratta di un omaggio alla madre del duca, così legata al luogo di destinazione del dipinto: l'edera infatti compariva nell'impresa dell'arciduchessa d'Asburgo come simbolo di devozione coniugale (questa pianta infatti non può vivere se separata dall'albero su cui è attecchita). All'omaggio verso la defunta duchessa madre si aggiunge forse l'auspicio che le sue alte virtù muliebri siano d'esempio a tutte le donne della famiglia Gonzaga riunite in adorazione.

## Altri frammenti della Trinità dei Gonzaga

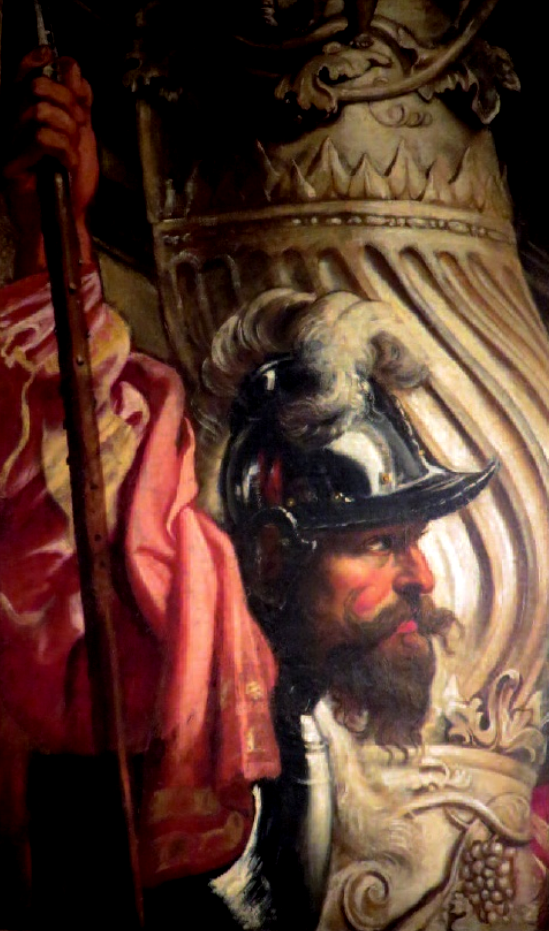
Alabardiere, Mantova, Palazzo Ducale
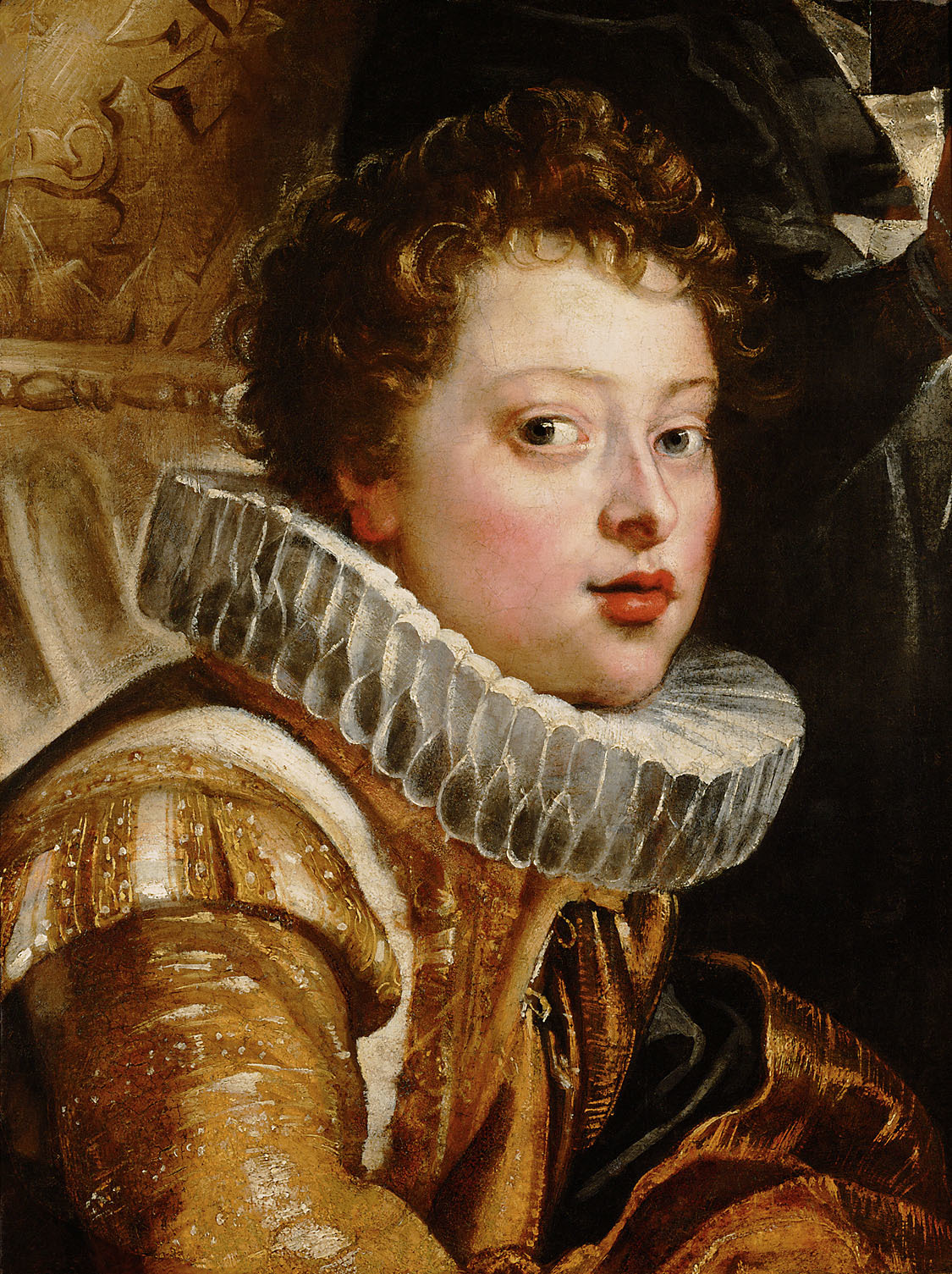
Vincenzo II Gonzaga, Vienna, Kunsthistorisches Museum
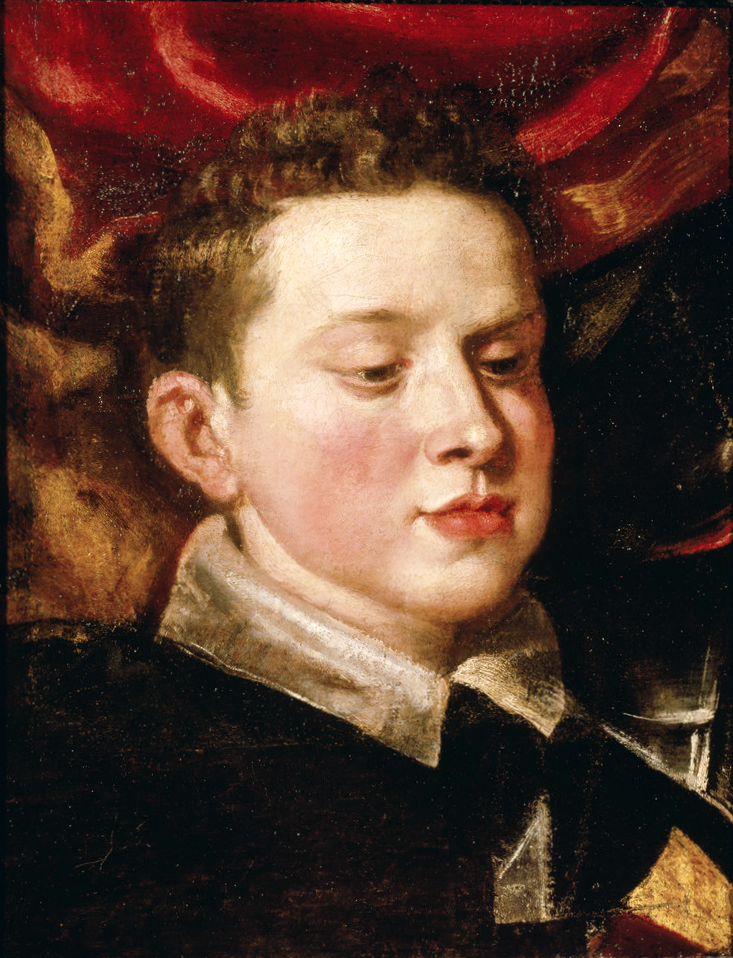
Ferdinando Gonzaga, Mamiano di Traversetolo, Fondazione Magnani Rocca
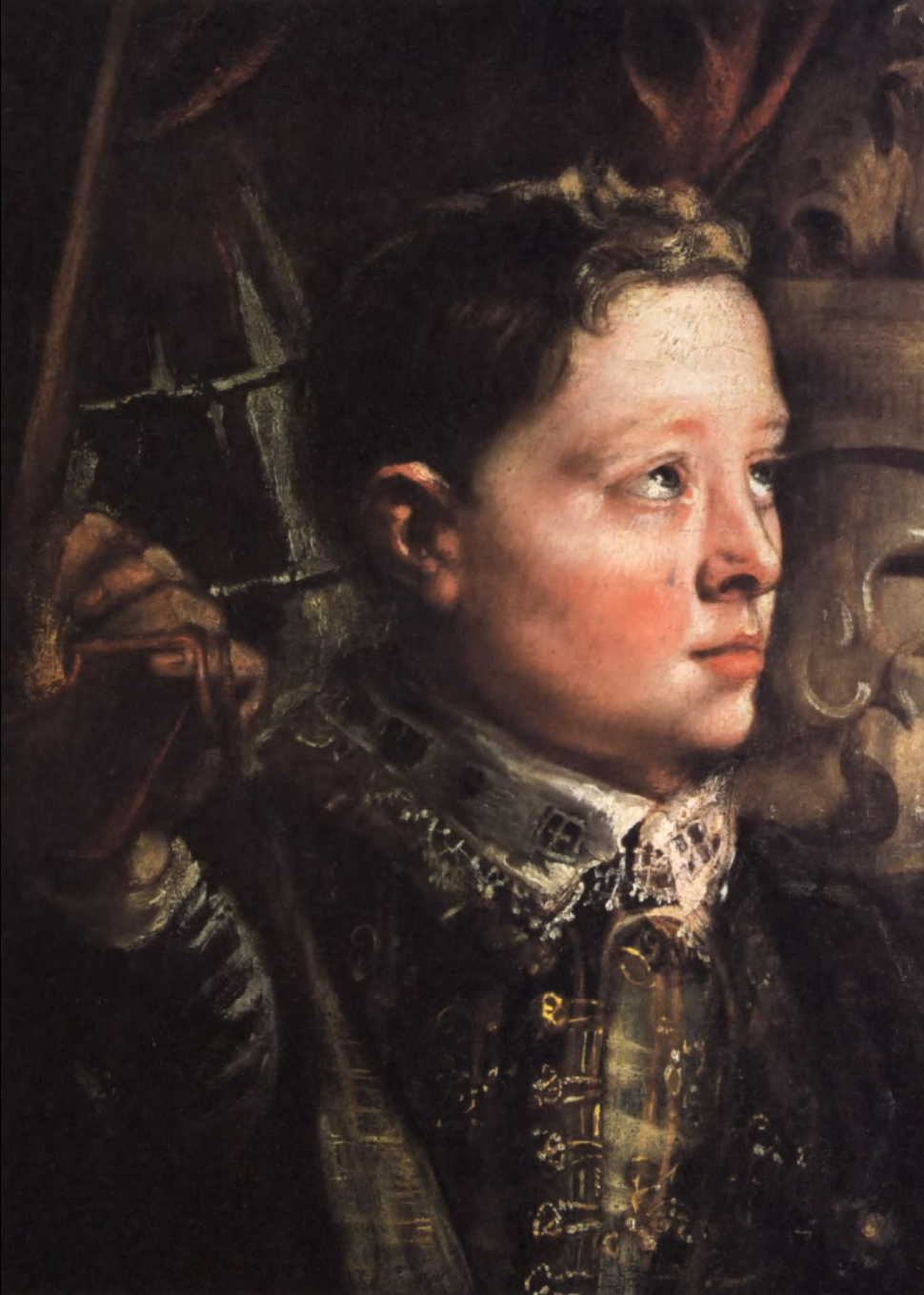
Francesco IV Gonzaga, Mantova, Collezione Freddi
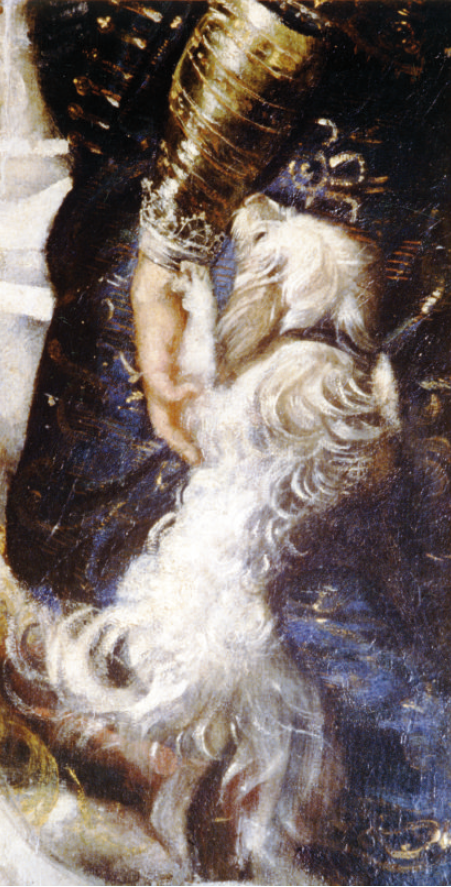
Il cagnolino di Eleonora Gonzaga, Mantova, Palazzo Ducale
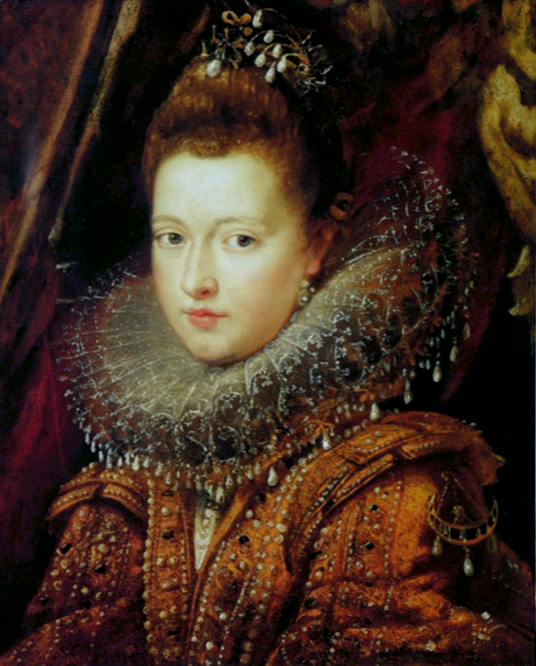
Margherita Gonzaga, collezione privata

## Disegni preparatori
In ordine alla Trinità adorata dalla famiglia Gonzaga si conoscono tre disegni preparatori. Si tratta di due studi per i ritratti di Ferdinando e di Francesco Gonzaga, entrambi conservati nel Nationalmuseum di Stoccolma, e di uno studio per la figura di un alabardiere che si trova a Bruxelles nella Biblioteca reale del Belgio. 
Sempre in relazione all'impresa decorativa per la cappella maggiore della chiesa della Santissima Trinità si conserva anche un bellissimo disegno per la tela del Battesimo, custodito al Louvre. Gli studi per il ciclo mantovano voluto dal duca Gonzaga sono tra i disegni più risalenti di Rubens, databili con relativa certezza, che si conoscano. 

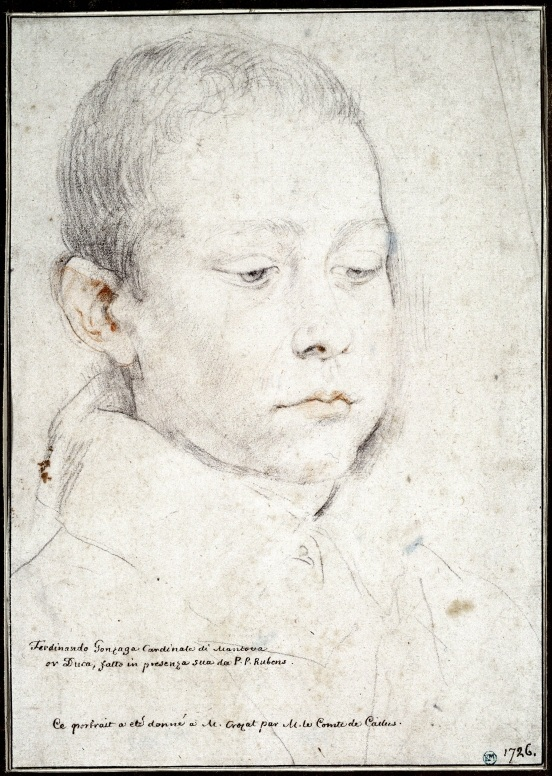
Studio per il ritratto di Ferdinando Gonzaga
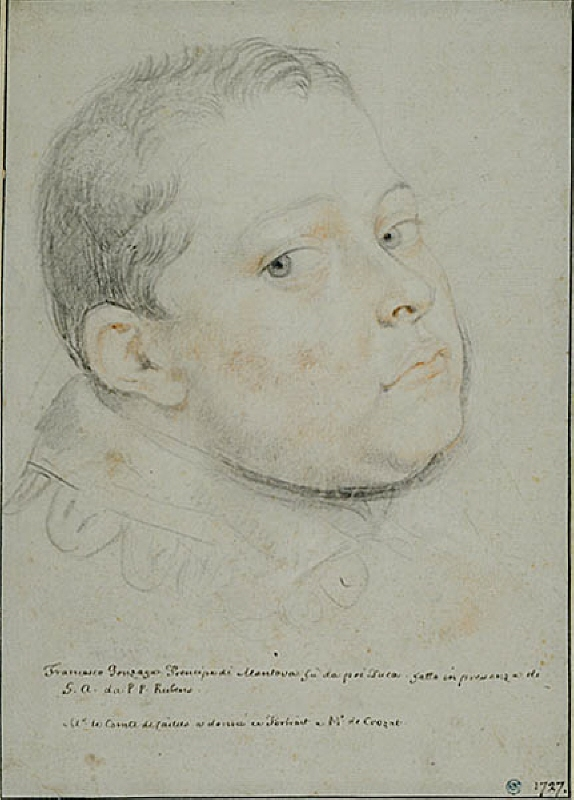
Studio per il ritratto di Francesco Gonzaga
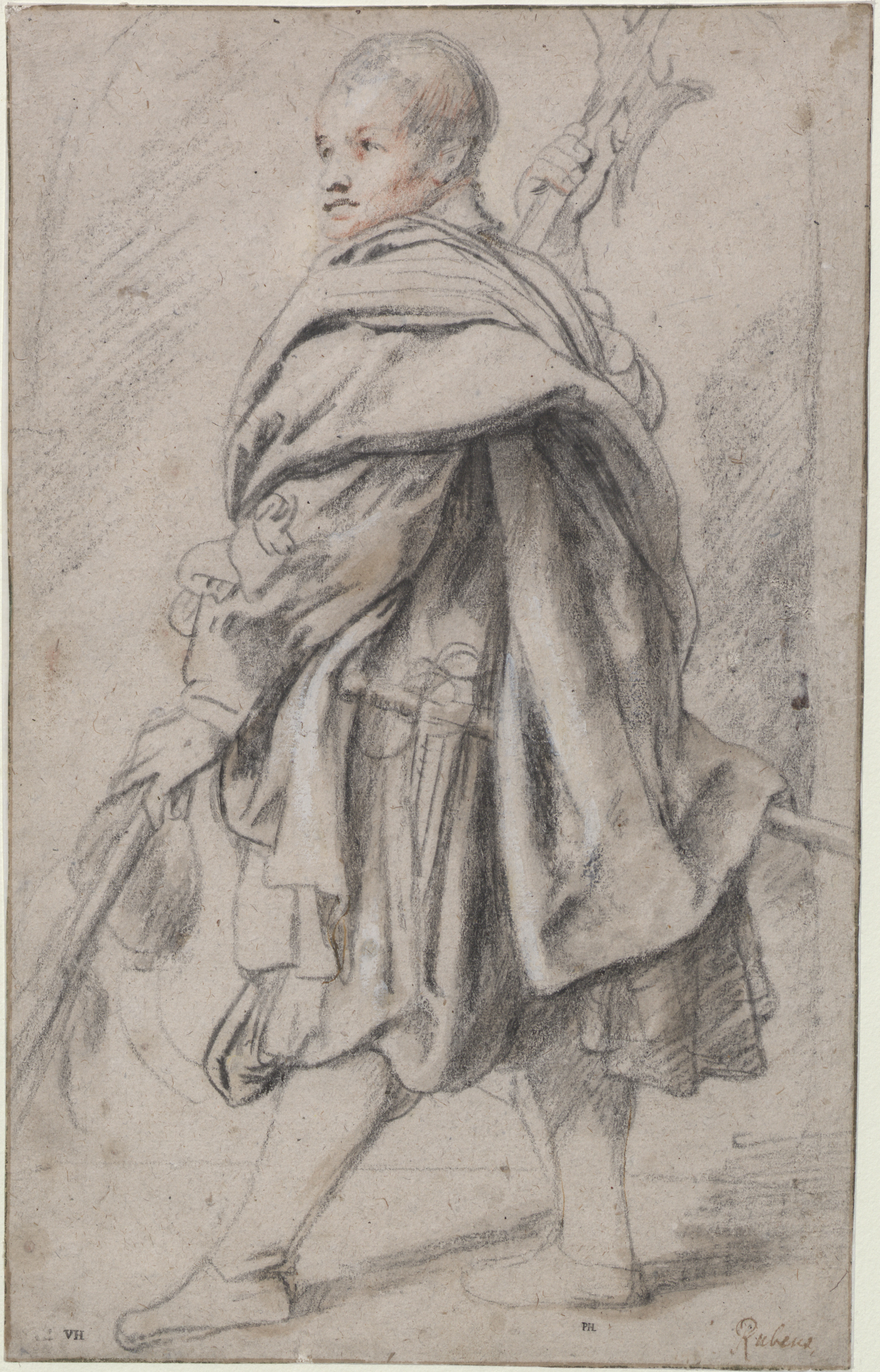
Studio di alabardiere
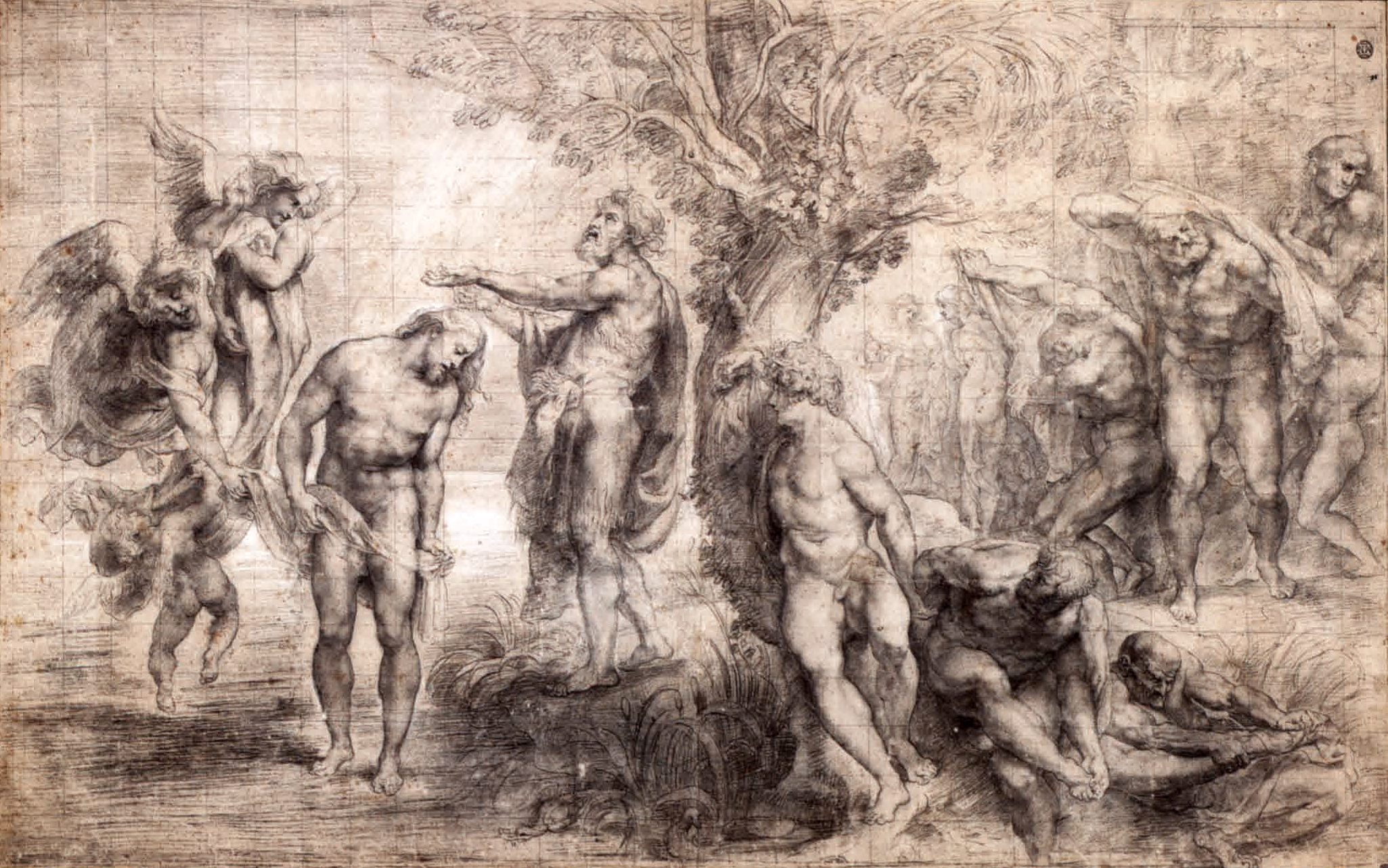
Studio per il Battesimo di Cristo